# 岩石平衡

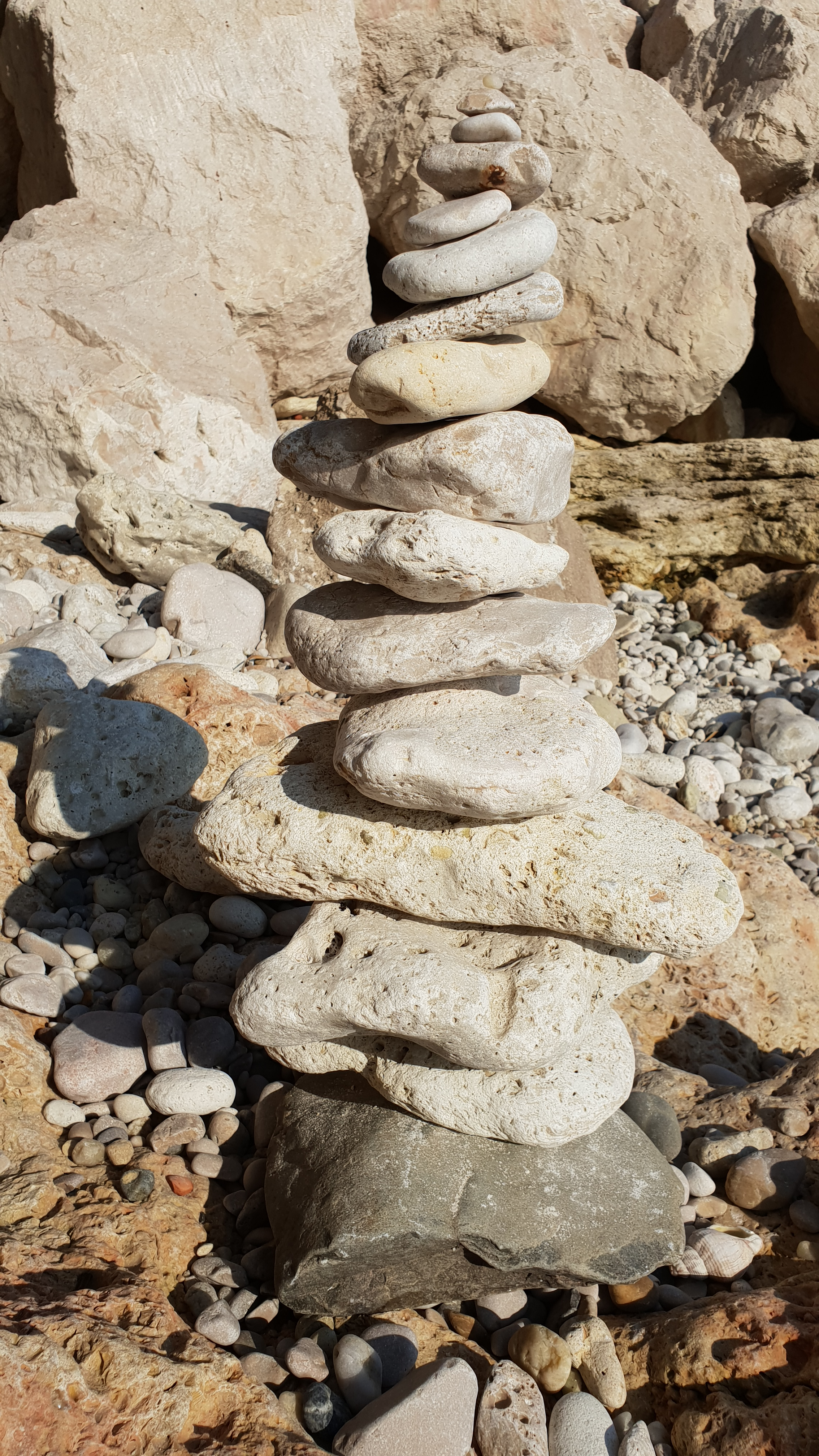
法国的一個地方的岩石被堆積起來

岩石平衡是一种艺术，某些人也會將此作為爱好 ，其中岩石被人為地堆積並保持平衡，並且人們不使用任何有助于保持岩石平衡的工具。不過岩石平衡招致一些環境保护主义者感到担忧，因为這樣會使土壤暴露並且遭到侵蝕。  

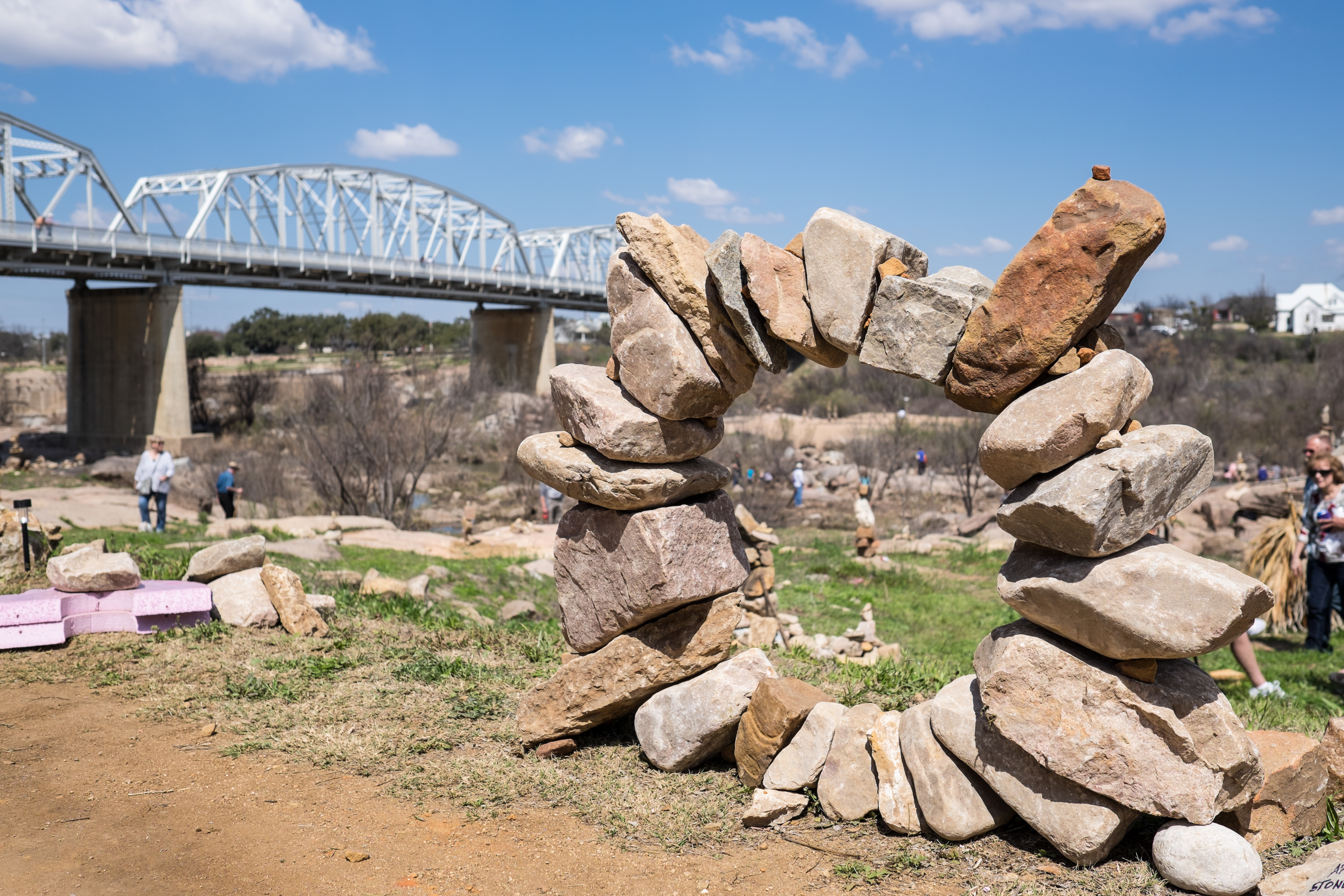
2014 年在德克萨斯州拉诺的一個地方，岩石以這樣的一個姿勢展現在眾人面前